# Samo par godina za nas
Samo par godina za nas peti je studijski album srpskog rock sastava Ekatarina Velika, objavljen 1989. Ovo je zadnji album na kojem je Bojan Pečar bio dio sastava kao basist. Producent albuma bili su Mitar "Suba" Subotić, Theodore Yanni i Ekatarina Velika, sa Subom i Yanniem kao gostima na albumu. Drugi gost na albumu bila je 
Tanja Jovićević (glavni vokal sastava Oktobar 1864), kao prateći vokal.
U studenom 2006., pjesma "Par godina za nas" izabrana je za najbolju pjesmu na B92 ljestvici 100 najboljih domaćih pjesama, slušatelja radia B92 u Srbiji.

## Popis pjesama
| 1.    | »Iznad grada«        | 4:57 |
| 2.    | »Krug«               | 3:09 |
| 3.    | »Srce«               | 3:37 |
| 4.    | »Sinhro«             | 4:11 |
| 5.    | »Nisam mislio na to« | 5:30 |
| 6.    | »Par godina za nas«  | 4:10 |
| 7.    | »Amerika«            | 5:10 |
| 8.    | »Ona i on i on i ja« | 4:18 |
| 9.    | »Ona mi je rekla«    | 5:27 |
| 10.   | »Svetilište«         | 3:22 |
| 43:51 |                      |      |

## Zasluge
- Milan Mladenović - vokali, gitara
- Margita Stefanović - klavir, keyboard
- Bojan Pečar - bas gitara
- Žika Todorović - bubnjevi